# Prevlaka (półwysep)
Prevlaka (także Oštra) – półwysep w Chorwacji, nad Zatoką Kotorską, będącą częścią Morza Adriatyckiego.

## Opis
Jest położony na granicy Zatoki Kotorskiej i otwartego morza. Zajmuje powierzchnię 0,9 km², a jego wymiary to 2,5 × 0,5 km. Przylądek Oštra stanowi najbardziej na południe wysunięty punkt kontynentalnej części Chorwacji.

## Historia
Od XV wieku należał do Republiki Raguzy. W latach 1808–1813 był pod kontrolą francuską, a następnie do końca I wojny światowej był częścią Cesarstwa Austrii, a potem Austro-Węgier. W 1918 roku znalazł się w granicach jugosłowiańskich (Banowina zecka, Banowina Chorwacji). W trakcie II wojny światowej pod okupacją włoską, potem niemiecką. W wyniku wojny w Chorwacji, Prevlaka w latach 1992–2002 była obszarem zdemilitaryzowanym pod nadzorem Organizacji Narodów Zjednoczonych.